# Incidente de la isla de Kanchatzu
El Incidente de la isla de Kanchatzu (乾岔子島事件 Kanchazutō jiken) ocurrió a fines de junio de 1937 en el río Amur (frontera soviético-manchú).

## Antecedentes
Kanchazu (también deletreado "Kanchatzu" en japonés: 乾岔子島) es una isla desocupada de 8×6 km. Está ubicada en el centro del río Amur que actuaba como frontera oficial entre Manchuria y la URSS.

## Hechos
El 19 de junio de 1937, dos lanchas motoras soviéticas cruzaron la línea central del río, descargaron veinte tropas y ocuparon la isla de Kanchazu.
El 20 de junio, 17 policías y soldados de Manchuria fueron enviados a investigar la intrusión fronteriza. Las tropas soviéticas, que contaban con unos 40 hombres, estaban ahora atrincheradas en la isla de Kanchazu y construyendo fortificaciones. La patrulla manchú fue rechazada por los soldados soviéticos.
El 29 de junio, se aprobó una operación planificada por el cuartel general de la 1.ª División del Ejército Imperial Japonés para un ataque nocturno en Kanchazu con el objetivo de expulsar a las tropas soviéticas de la isla. La operación finalmente se retrasó y se reprogramó para el día siguiente.
En la mañana del 30 de junio, los soldados del 49.º Regimiento de la 1.ª División del Ejército Imperial Japonés liderados por el Coronel Mihara Kanae lanzaron un ataque prolongado contra los soviéticos. El ataque comenzó con el uso de dos piezas de artillería de 37 mm tiradas por caballos. Los soldados japoneses procedieron a instalar apresuradamente sitios de disparo improvisados, y cargar sus armas con gran cantidad de proyectiles de gran explosivo y perforantes. El bombardeo tuvo éxito al hundir el cañonero líder, matando a siete miembros de la tripulación, paralizando al segundo y expulsando al tercero. Durante la confrontación, los soviéticos respondieron con un mínimo de disparos de retorno que no causaron bajas japonesas.
Los tripulantes soviéticos del primer cañonero hundido fueron dejados varados y obligados a nadar hacia el lado norte de la orilla hacia territorio soviético. Fue entonces cuando las tropas japonesas abrieron fuego de ametralladora contra los tripulantes. Alrededor de 37 soldados soviéticos murieron en este incidente. La isla fue abandonada y luego fue reclamada por las tropas del Ejército Imperial Japonés.

## Consecuencias
Mamoru Shigemitsu, el embajador japonés en la Unión Soviética, se reunió con el comisario de Asuntos Exteriores Maxim Litvinov el 29 de junio para discutir el giro de los acontecimientos. Los soviéticos insistieron en que las islas del Amur les pertenecían después de un acuerdo de 1860 y su ubicación en un mapa soviético. Durante las negociaciones, los soviéticos, sin embargo, acordaron retirar sus fuerzas del río Amur para enfriar la situación. Aparentemente, los soviéticos estaban más preocupados por los eventos que se desarrollaban en el norte de China y Europa, así como por las luchas internas. Posteriormente, siete cañoneras soviéticas aparecieron en algún momento de julio, pero los japoneses no tomaron ninguna medida.
Finalmente, como parte del acuerdo, a los soviéticos se les permitió rescatar el barco hundido, que se llevó a cabo entre el 22 y el 29 de octubre de ese mismo año.